# Atacul armat din Serbia (4 mai 2023)
În seara zilei de 4 mai 2023, un bărbat sârb de 21 de ani, înarmat cu o pușcă de asalt, a deschis focul dintr-o mașină în satele Dubona și Šepšin din comuna Mladenovac, districtul Belgrad, Serbia și în Malo Orašje, Semendria, omorând opt persoane, inclusiv un ofițer de poliție, și rănind paisprezece. Făptașul a plecat după aceea cu mașina înainte de a fi arestat în ziua următoare lângă Kragujevac. Atacul a avut loc a doua zi după atacul armat de la Școala Gimnazială Vladislav Ribnikar din Belgrad.

## Desfășurarea atacului
Suspectul, Uroš Blažić, în vârstă de 21 de ani se afla alături de unele dintre victime când a izbucnit o ceartă în curtea unei școli. Se presupune că a luat o pușcă din casa lui și a început să tragă în satul Dubona, după care s-a dus la Malo Orašje. După atacul inițial, poliția a obținut un mandat de arestare a acestuia și l-a căutat în Mali Požarevac, unde fusese văzut ultima dată. La ora 18:08, a fost raportată un atac asemănător în satul vecin Šepšin. Acolo, poliția l-a reperat pe suspect iar acesta ar fi tras în polițiști. Toate drumurile din jurul Mladenovac spre Dubona și Šepšin au fost închise după atac.
Suspectul a oprit un taxi care apoi l-a dus la Vinjište lângă Kragujevac unde a început să se ascundă și în cele din urmă a fost arestat. Suspectul ar fi fost singur în timpul atacului.